# Ибрахим (имя)
Ибрахи́м (араб. ابراهيم‎) — мужское имя арабского происхождения, распространённое среди мусульман. Арабская форма библейского имени Авраам, означающее «отец народов», «возвышенный отец».
Другие формы: Ибрагим, Ибраим, Ибраима, Ибрагим, Ибрагим.

## Известные носители
Ибрахим
- Ибрахим — исламский пророк, аналог ветхозаветного Авраама.
- Ибрахим ибн аль-Махди — арабский поэт и музыкант.
- Ибрахим аль-Халяби (1490—1570) — исламский законовед ханафитского мазхаба.
- Ибрахим ибн аль-Валид — халиф из династии Омейядов, сын халифа аль-Валида I.
- Ибрахим Мутеферрика (1674—1745) — мусульманский первопечатник, дипломат, переводчик, картограф и астроном.
- Ибрахим ад-Дисуки (1255—1296) — суфий, последний из четырёх суфийских кутбов, основатель тариката Дисукия.
- Ибрахим ибн Фаид аз-Завави (1394—1453) — исламский богослов, правовед маликитский мазхаб.
- Ибрахим ибн Ташфин — седьмой эмир Альморавидов в 1145—1146 годах.
- Ибрахим Бёме (1944—1999) — восточногерманский диссидент.
- Ибрахим аль-Фазари (ум. ок. 777) — первый арабский математик и астроном.
- Ибрахим Джейлан (род. 1989) — эфиопский легкоатлет, бегун на средние и длинные дистанции.
- Ибрахим аль-Муттаки Лиллах (908—968) — багдадский халиф из династии Аббасидов, правивший с 940 по 945 год.
- Ибрахим аль-Язиджи (1847—1906) — видный ливанский деятель арабского национального возрождения (Нахда) на территории Османской империи, филолог, поэт.
- Ибрахим ибн Наср Табгач-хан — первый правитель Западного Караханидского каганата (1040—1068).
- Ибрахим ибн Исхак аль-Харби (813—898) — мухаддис, языковед, правовед ханбалитского мазхаба, ученик Ахмада ибн Ханбаля.
- Ибрахим ибн Адхам (718—781) — один из наиболее известных ранних суфийских аскетов, суннит, ханафит.
- Ибрахим ибн Мухаммад — исламский богослов из рода Аль Шейх, сын известного улема Мухаммада ибн Абд аль-Ваххаба.
- Мухаммад-Ибрахим Джаннати (род. 1932) — крупный мусульманский богослов шиитского толка, развивший новый метод иджтихада.